# Saint-Bonnet-le-Bourg
Saint-Bonnet-le-Bourg é uma comuna francesa na região administrativa de Auvérnia-Ródano-Alpes, no departamento Puy-de-Dôme. Estende-se por uma área de 19,9 km². Em 2010 a comuna tinha 168 habitantes (densidade: 8,4 hab./km²).